# Мирко Себић
Мирко Себић (Нови Сад, 23. јул 1962) српски је уредник, новинар, филозоф, есејиста и критичар. Бави се филозофијом медија, студијама културе и социјалном критиком.

## Биографија[1]
Основну и средњу Педагошку школу завршио у Новом Саду. Дипломирао је на Филозофском факултету у Новом Саду 1988. године на групи за Филозофију и социологију са темом из филозофије морала: „О могућности етичког оправдања насиља као средства”. Живи у Новом Саду.

### Каријера
Од 1988. године радио је као хонорарни сарадник Информативног програма ТВ Нови Сад – Редакције за културу. Уже области којима се бавио су филм, филмска критика и књижевно-научна продукција. 1990. године примљен је у стални радни однос у ТВ Нови Сад. Од 1991. до 1993. године радио је као уредник у Културно-уметничком програму ТВ Нови Сад. У оквиру НС ПЛУС програма, поред многих емисија, уредио је и ауторски осмислио и реализовао ТВ серијал „Ембрионална ТВ“ (посвећен видео уметности) и „Голи ручак” (посвећен друштвеној критици и алтернативној култури). Због критичког садржаја емисије „Голи ручак“, 1993. године онемогућено му је да ради на ТВ Нови Сад. Од 1993. до данас сарађује са многим независним, дневним и недељним листовима у Србији и региону и том приликом континуирано објављује новинарске прилоге свих жанрова. 1994. почео је редовну сарадњу са независним грађанским недељником „Независни”, који је излазио у Новом Саду (1992–2002). Исте године постаје уредник културне рубрике тог недељника. 1994. године оснива Агенцију „Апостроф”, која се бави промотивним активностима из области културе. Најзначајнији продукција ове органзације је ауторски пројекат „Сутон Града” у коме учествују Богдан Богдановић, Горанка Матић, Раша Тодосијевић и многи други. 1995. и 1996. године, уз помоћ Фонда за отворено друштво организује низ промотивних и едукативних трибина, скупова и изложби које су посвећене промовисању толеранције и интеркултуралне сарадње; покреће едицију књига „Друга Европа” у којој као уредник потписује многа издања а између осталих и избор текстова мађарског писца Ђерђа Конрада која излази у књизи „Идентитет и хистерија”. Као продуцент, 1996. године организује први међународни видео самит посвећен родној перспективи „Видео медеја” и први фестивал алтернативне музике „Интерзон”. Од 1997. до 1999. године ради као главни и одговорни уредник независног грађанског недељника „Независни”. Од 1999. до 2002. године, руководи као оснивач, власник и главни уредник регионалним недељником „Булевар”, који се бавио политичким и културним темама Војводине. У јануару 2003. године постаје директор Издавачке установе „Мисао” и обнавља излажење деведестих година угашене војвођанске ревије за образовање „Мисао”, која излази до децембра 2008. На позицији главног уредника потписује педесет бројева нове серије месечне ревије „Мисао” и бројне књиге из области критичке педагогије и филозофије образовања. У октобру 2006. године са групом истомишљеника и колега оснива Фонд за развој истраживачког новинарства и нових медија (ФОРИН) који се бави активним притупом променама у медијској култури. У децембру 2007. године покренуо је научно стручни часопис „МИОКО” (медији и околина) који се бави теоријом, праксом и филозофијом медија. У јулу 2009. године покреће и уређује магазин за савремену културу Војводине „Нова мисао” на чијем је челу као уредник до данас. 2010. године са колегама из Подгорице, Дубровника и Мостара покреће међународни научно-стручни часопис под називом „Медијска култура”. Откад је, 2016. године, Издавачка установа „Мисао”, у којој је био директор и главни уредник, припојена Заводу за културу Војводине (од 2019. Културни центар Војводине „Милош Црњански”), Мирко Себић је запослен као уредник за издавачку делатност.

## Дела
Објавио је више научних радова из области филозофије медија и учествовао на више међународних скупова о медијским темама. Есејима, приказима, интервјуима, преводима заступљен је у часописима: Писац (1990), Мисао (2006), Нова мисао, Интеркултуралност (2012), Нова ријеч (2013).

#### Ауторске књиге
Аутор је двеју књига филозофских есеја:
- Hotel „Panonija”, Ljubitelji knjige, Novi Sad 2007. COBISS.SR-ID - 221039367[мртва веза]
- Manifesti ravnice: sonata o prekoračenju: quasi una fantasia, Akademska knjiga, Novi Sad 2014. COBISS.SR-ID - 282609159[мртва веза]

#### Коаутор
- Vreme rasnih pasa: analiza i sistematizacija umetničkog stvaralaštva Karolja Vičeka, Playground produkcija – Zavod za kulturu Vojvodine – Zavod za kulturu vojvođanskih Mađara, Novi Sad – Senta, 2011. COBISS.SR-ID - 260551175[мртва веза]

#### Превод
- Džon Daram Piters, Govorenje u vetar, sa Sonjom Sič, Civilni forum, Nikšić 2020.